# Naboo
A Naboo egy kitalált bolygó, a Csillagok háborúja című filmeposzban, a Baljós árnyak, valamint a Klónok támadása c. részekben szerepel.
A filmek változatos felszínű, gyönyörű tájakban, sok helyütt érintetlen természeti szépségekben bővelkedő helyként ábrázolják, amely két kulcsfontosságú szereplő: Palpatine szenátor-kancellár és Padmé Amidala királynő szülőhelye volt, és két, elkülönülten élő fajnak adott otthont: a régebb óta ott élő gunganeknek és a betelepült nabooi embereknek. A bolygó tulajdonképpen maga is az egyik fontos szereplője az első epizódnak, amely azt tárgyalja, hogyan küzdött Amidala királynő az ellen, hogy a kapzsi Kereskedelmi Szövetség, a gonosz Darth Sidious Sith nagyúr parancsára, leigázza.

## Csillagászati adatok
Csillagászati adatai megjelentek a LucasArts által kiadott stratégiai játék, a Star Wars: Empire at War hivatalos kézikönyvében. Eszerint a Naboo bolygó egy sárga színképű nap körül kering – utóbbi neve szintén Naboo, és a bolygórendszer a Galaxis külső részének belsőbb régiójában, a Középső Peremvidéken helyezkedik el, a standard tájolású térképeken a Peremvidék „déli” részén fekvő Chommell Űrszektorban. A Naboo a szektor főbolygója a helyi közigazgatásban.
A Naboo-bolygórendszer öt tagú, a Naboo bolygó belülről a harmadik, a Galaxis középpontjától nagyjából 34 000 fényévre van. Három holdja van, de a filmekben csak egy látható: a fagyos és szinte teljesen légkör nélküli Tasia, amelyet egy grizzmallti vezetőről, a nabooi kolonizációs mozgalom szellemi atyjáról és anyagi támogatójáról neveztek el.
A másik két hold a Rori és a három közül a legnagyobb hold, az Ohma D'un. Ezeket szintén gunganek lakják.

## Földrajz
A Naboo egy kellemes klímájú, dombokkal és mocsarakkal tarkított, emberi lakhelynek ideális bolygó. Számos emberi és gungan településnek ad helyt, a felszínen lakó emberek fővárosa Theed, a javarészt az óceánok alatt berendezkedett gunganek fővárosa Otoh Gunga.
A bolygó rendkívüli csillagászati jelenségnek számít, mivel olvadt belső magja hiányzik, ehelyett a felszín alatt egy óriási, vízzel kitöltött barlangrendszer található. Az óceánban számos élőlény él, köztük az értelmes gunganek is, akik „bongó” nevű tengeralattjárókkal közlekednek, de a hatalmas vízi szörnyek (mint pl. az opee tengeri fenevad, a colo karmoshal, vagy a sando víziszörny – ld. még Élővilág – Vízilények) miatt a bolygó barlangrendszereit még ők sem tudták túl mélyen felfedezni.
A szárazföldeket egy hatalmas hegység választja ketté.
Naboo kormányzati székhelye Theed. Nagy múltú város. Űrkikötője vonzza a turistákat, ám maga a több mint 1000 éve épült Királyi Palota és annak kertje is lenyűgöző.
A Tóvidék egyike Naboo legnéptelenebb részeinek, ám annál gyönyörűbb. A vízesések, rétek, virágok és a többi távolabbi hegy együttesen gyönyörű látképet alkot.
A naboo-iakra jellemző a következő mondás: „A ruha teszi az embert”. Az emberek sok mindent kifejezhetnek a ruháikkal, például: támogatják-e az éppen aktuális uralkodó politikáját, vagy sem stb. Nagy hangsúlyt fektetnek az oktatásra, és a harmonikus élet megtanítására.

## Élővilág

### Növények
- Pom (tündérrózsaszerű virág)
- Perjefélék

### Állatok
- Aiwha
- Aquanna
- Beck-tori
- Blarth
- Borgle denevér – Rori
- Buckamacska
- Bursa
- Cerrabore
- Clodhopper
- Colo karmoshal
- Vadkacsa
- Dunsenn
- Fá-skálahal
- Falumpaset
- Fambaa
- Fűrészfogú grank
- Galump
- Goff
- Gúberhal
- Gorg (chuba)
- Gualaar
- Gualama
- Guarlara
- Gumihal
- Gyapjas veermok
- Egyszemétkű
- Hohokum
- Igitz
- Jaboon
- Jimvu
- Kaadu
- Kövérhal
- Kreetle
- Kress
- Lá-skálahal
- Lerraa

- Mi-skálahal
- Mott
- Muudabok
- Narglatch
- Nuna
- Nyork
- Ollopom
- Opee tengeri fenevad
- Otta
- Peko-peko
- Pomra-ugró
- Ré-skálahal
- Sando víziszörny
- Skálahalak
- Shaak
- Shaupaut
- Shiro
- Slaatik mocsárféreg
- Sürgegyík
- Szí-hal
- Tarajoshátú
- Tooke
- Ti-skálahal
- Twirrl
- Veermok
- Voorpak
- Yob-rák
- Yobshrimp
- Zalaaca
- Zeer

## Történelem

### A grizmallti kolonizáció előtti kor
Sokak szerint a gungan-ek voltak az első lények e parányi, de annál különösebb planétán. Ám ezzel ellentmondásban állnak a gungan-ek által szentként tisztelt rejtekhelyeik furcsa arcszobrai (ilyenek a Rori-n is vannak), melyek nagyon is emberi vonásokat ábrázolnak. Előfordulhat, hogy a gungan civilizáción kívül a felszínen egy emberi kultúra is kialakult, s ilyen emlékeket hagytak maguk után.
A bolygót valaha egy olyan faj birtokolta, amelyet a gunganek „Az Idősebbeknek” vagy „a Rég(ebb)iek”-nek (the Elders) neveznek. Nem tudni, az arcszobrok ezt a fajt ábrázolják-e. A régiek kihaltak a bolygóról, mára csak szobraikban és a gunganek emlékezetében élnek tovább – mint istenek.

### Az emberek betelepülése
A bolygóra Y. e. 3950 körül emberi telepesek érkeztek a magvilágokbeli Grizmallt bolygóról egy Tasia nevű királynő vezetésével. Tasia mintegy száz expedíciót tervezett és finanszírozott idegen világok felfedezésére és benépesítésére, kalandvágyból és érdeklődésből, a legtöbb felderítőhajó sosem tért vissza az anyabolygóra. Mikor érezte, hogy közeleg a halála, az utolsó expedíciót a Galaxis igen veszélyes déli kvadránsa felé irányította, a hajó számtalan kalandon ment keresztül, súlyosan megrongálódott, és elvesztette kapcsolatát a Grizmallttal, de végül sikeresen leszállt a Naboo bolygón. A gyönyörű és gazdag bolygó azonnal megtetszett a telepeseknek. Egyetlen szépséghibája volt: idővel kiderült, hogy nem teljesen lakatlan, az értelmes gungan fajnak is az otthona. De sikerült megegyezniük az akkori főnökkel: az emberek nem háborgatják a gunganek vizes élőhelyeit, a gunganek meg nem zaklatják a szárazföldön megtelepült embereket.
A valamikori Theed egy farmer közösségből alakult várossá, s a városok a gungan városokkal szoros kereskedelmi kapcsolatban voltak. Azt nem tudni, hogy vajon mi ronthatta el a viszonyt a felek között, de a hivatalos kereskedelem eltűnt. Arról sincs információ, hogy a naboo-k és a gungan-ek valaha is harcoltak-e egymással. Maguk a naboo-i városok között is voltak konfliktusok, de nincs rá bizonyíték, hogy a mindig is izolációs politikát folytató gungan-ek ebben részt vettek volna. Jafan király megoldotta a konfliktust, s bevezette a "Béke Nagy Időszak"át. Megtette királyi fővárossá Theed-et, s így ez lett a legnépszerűbb város. S eközben az uralkodói poszt is kialakult, s a királyokat/királynőket már választások útján iktatták a hivatalukba.

### A Naboo a Régi Köztársaság alkonyán
Veruna Királynő nevéhez kapcsolódik a naboo-i plazmaenergiai kereskedelem. Naboo ennek egyik fő központja lett. Palpatine szenátor és a királynő javaslatára bányák és gyárak épültek, mivel rájöttek, hogy ez egy hatalmas bevételi lehetőség a bolygó számára. Naboo polgárai azonban mindig idegenkedtek a más, idegen bolygókkal való kereskedelemtől, ezért a királynő kézzel-lábbal való tiltakozásának ellenére is a Kereskedelmi Szövetséget bízzák meg a feladattal. Ám a Szövetség kijátszotta a bolygó hiányos kereskedelmi tapasztalatokkal rendelkező vezetését, s az olcsón felvásárolt plazmát többszörös áron adtál el, így óriási összegű nyereséget hajtottak be. Próbálkoztak a szerződés felbontásával, de az sikertelennek bizonyult. Veruna királynő megérezte, hogy növelni kell a katonai intézkedéseket. Megszervezte a fejlettebb űrvadász-zászlóaljat, és létrehozta Naboo büszkeségét, az N-1-es Űrvadász-zászlóaljat. Felépítette a Theed Hangárt, és megszervezte a katonai erőket is. (Azt nem tudni, hogy a Királyi Csillaghajót is ő vásárolta-e). A nép a szenátorral együtt túlságosan támadónak érezte ezeket az óvintézkedéseket, ezért Verunát lemondatták, és száműzetésbe küldték.

#### A nabooi konfliktus
A történelem azonban Verunát igazolta, mert Y. e. 32-ben a Kereskedelmi Szövetség hadereje, egy galaktikus méretű politikai konfliktus (a kereskedelmi utak megadóztatásáról szóló vita) eredményeképp, leigázta a bolygót. Az új királynő, Amidala vakmerő döntéseivel elérte a bolygó felszabadítását, és újra elhozta a békét (küzdelméről szól a mozifilm-sorozat I. epizódja, a Baljós árnyak).

### Galaxis-szerte híres nabooiak
Itt született többek között Padmé Naberrié (Amidala), Jar Jar Binks és Palpatine szenátor-kancellár, későbbi birodalmi császár.

## A színfalak mögött
A bolygót a forgatókönyv első néhány változata Utapau-nak nevezte, míg utóbbi név a Tatuin-é lett volna.